# Luperolophus
Luperolophus es un género de insecto coleóptero de la familia Chrysomelidae.

## Especies
Las especies de este género son:
- Luperolophus cyaneofasciatus Bechyne, 1964
- Luperolophus humerosus Bechyne, 1964
- Luperolophus tenuecostatus Fairmaire, 1876